# Peripeplus
Peripeplus  es un género de plantas con flores perteneciente a la familia de las rubiáceas. Incluye una sola especie: Peripeplus bracteosus (Hiern) E.M.A.Petit (1964).
Es nativo de Gabón.